# All-American Comics
All-American Comics war ein Comicmagazin, das von 1939 und 1966 in den Vereinigten Staaten erschien. Es wurde zunächst vom Verlag All-American Publications herausgegeben, nach dessen Aufkauf dann von DC Comics. Der Titel wechselte 1948 zu All-American Western, ab 1952 hieß die Serie All-American Men of War.

## Veröffentlichungsgeschichte
Die ersten 102 Ausgaben des Magazins, das zwischen April 1939 und Oktober 1948 erschien, trugen den Titel All-American Comics. Mit der Ausgabe 103 von 1948 wurde der Titel der Reihe in All-American Western geändert, dieser Titel wurde bis 1952 beibehalten. In diesem Jahr wurde der Titel schließlich in All-American Men of War geändert – der bis zur Einstellung vierzehn Jahre später beibehalten wurde – und die Nummerierung wieder bei #1 begonnen.
Der ursprüngliche Herausgeber des Heftes war der Verlag All-American Publications. Redakteur von Beginn an war Sheldon Mayer. Nachdem dieser 1946 von National Periodicals (DC Comics) aufgekauft wurde, übernahm DC die Schirmherrschaft über die Reihe.

## Inhalte
Die Hefte starteten mit Neuabdrucken von in amerikanischen Tageszeitungen veröffentlichten Comicstrips wie Hop Harrigan, Scribbly, Mutt and Jeff, Toonerville Folks und Ripley's Believe It or Not!. Ab 1940 kamen nach und nach Superhelden-Reihen dazu, so Green Lantern (ab Ausgabe #16), The Atom (ab Ausgabe #19), Red Tornado (ab Ausgabe #20), Doctor Mid-Nite (ab Ausgabe #25) und Sargon the Sorcerer. 1944 entstand für All-American Comics das Monster Solomon Grundy.
Nachdem DC die Reihe 1948 in eine Western-Reihe transformierte, erzählte sie unter anderem die Abenteuer des Revolverhelden Johnny Thunder. Nach dem thematischen Schwenk zu Kriegsgeschichten wurden Reihen wie Johnny Cloud oder Gunner and Sarge in den Fokus gerückt.

## Beteiligte Künstler
Zu den Autoren, die an All American Comics beteiligt waren, zählen unter anderem die Autoren Robert Kanigher und Hank Chapman, sowie die Zeichner Ross Andru, Gene Colan, Mort Drucker, Mike Esposito, Jerry Grandenetti, Sheldon Moldoff, Russ Heath, Bernard Krigstein, Joe Kubert und Irv Novick.